# 拉包尔战役 (1942年)
拉包尔战役（英语：Battle of Rabaul），也被日本称为R作战，是于1942年1月23日至2月，在澳大利亚的新几内亚领地中的新不列颠岛上进行的战役，也是新几内亚战役的开端。此次战役是第二次世界大战中的太平洋战争中同盟国对日本的战略性重大失败，日本侵略军迅速击败了澳大利亚的小型守备部队，后者的大部分被杀死或被俘。通常认为同时在邻近的新爱尔兰岛上发生的敌对行动是此次战役的一部分。由于拉包尔靠近当时属于日本领土的加罗林群岛（其中的丘克群岛建有日本海军基地），所以此城对于日本具有重要意义。
在占领了拉包尔港口之后，日军将其改为主要基地，并开始向新几内亚岛进军，矛头直指莫尔兹比港。此后在科科达小径以及米尔恩湾，双方都发生了激烈的交战，直到1943年初的布纳-哥纳战役，日军终于被击退。在随后的1943－1945年间，作为馬車輪行動的一部分，盟军选择主要利用空中力量将拉包尔的日本驻军孤立而不直接进攻，同时美国和澳大利亚的地面部队在新不列颠岛西部进行有限的作战。
在战争接近结束时，拉包尔依旧有相当数量的驻军，大量装备随后被遗弃。此后，盟军用了两年多的时间遣返了被俘的日本士兵，而清理工作一直持续到1950年代后期。该地区遗留了许多战争遗迹，包括舰船，飞机和武器以及废弃的阵地和隧道。

## 背景
拉包尔坐落于新不列颠岛的东端。在战役发生时，此城镇是由澳大利亚管理的新几内亚领地的首府，此前新几内亚领地为德意志帝国控制，1914年被澳大利亚夺取。1941年3月，因与日本的紧张关系加剧，澳大利亚向该地区派遣了一支小型驻军。这些被部署在新不列颠岛上的陆军驻军是建立于陆军中校霍华德·卡尔（Howard Carr）的约700军力的第2/22营（澳大利亚第二皇家部队的一个步兵营）附近，其随后成为了云雀部队的组成部分；云雀部队最终达到了1,400人的军力，并由陆军中校约翰·约瑟夫·斯坎伦（John Joseph Scanlan）指挥。云雀部队同时还包括了当地民兵组织的新几内亚志愿军，一个海防炮兵连，一个防空炮兵连，一个反坦克炮兵连以及第2/10野战救护队的一个分队。云雀部队及其包含在内的第2/22营也许是唯一一支完全从救世军中征募而来的军事单位。1个130人的突击队第1独立连被派遣至邻近的新爱尔兰岛驻防。

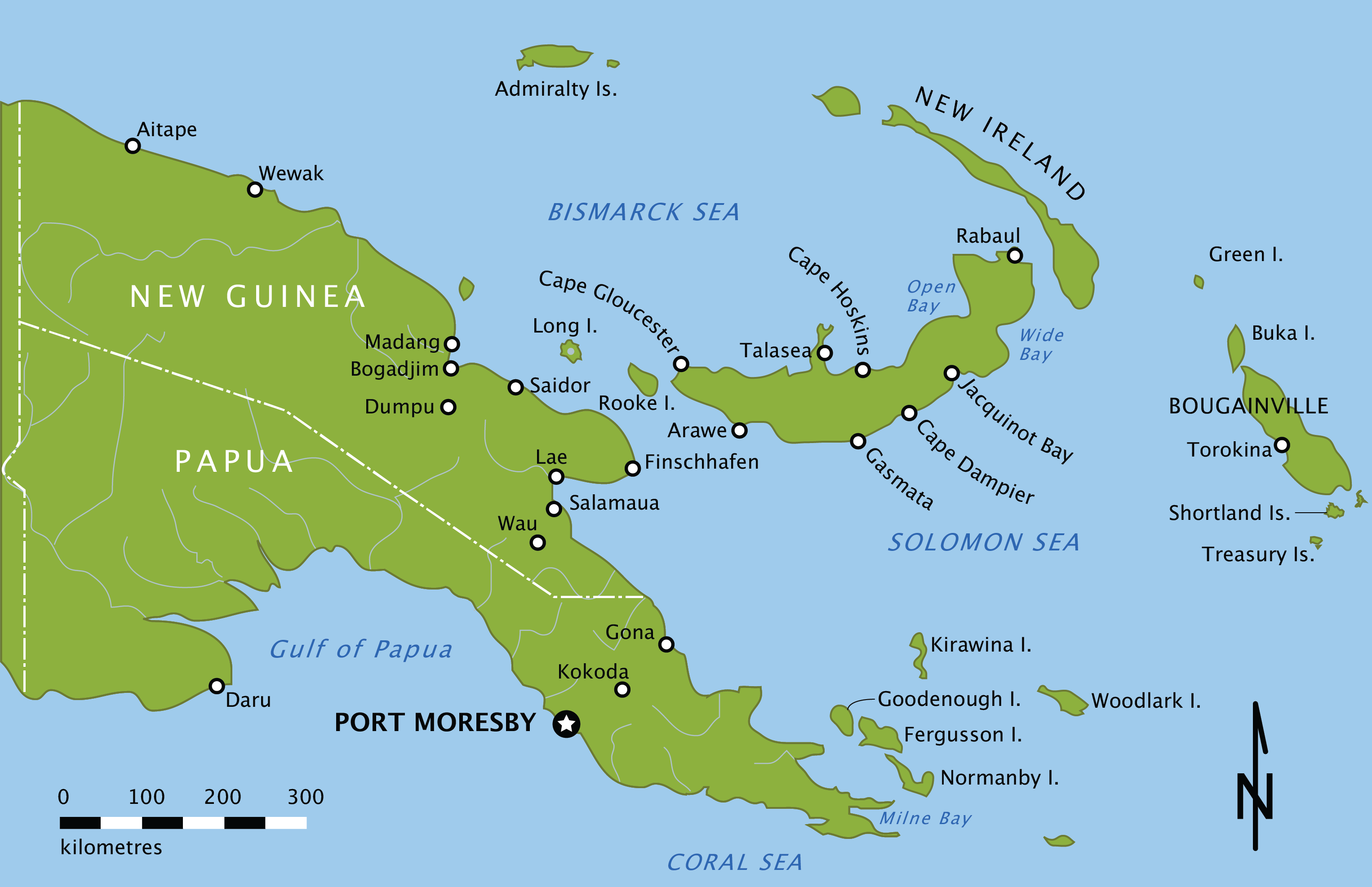
新几内亚岛东部和新不列颠岛的地图

在整个1941年中，盟军计划将拉包尔建造为“舰队的安全锚地”，计划建立一个雷达站和一个强大的防御雷区，然而这些计划最终都被搁置了。盟军的规划者后来认定他们没有能力扩大拉包尔周围的驻军，而且当守军受到攻击时，海军形势也不利于向当地增援。尽管如此，驻军还是被要求驻留当地，以保留拉包尔为前哨观察站。驻军的主要任务是保卫瓦纳坎努军用机场、拉包尔附近的澳大利亚皇家空军机场以及辛普森港的船身式水上飞机锚地，后者对于监视日本在这一地区的行动非常重要。然而由皇家空军中校约翰·勒鲁（John Lerew）率领的分遣队只有10架轻装CAC Wirraway教练机和4架隶属于第24空军中队的哈德逊式轻型轰炸机，几乎没有进攻能力。
由于拉包尔临近加罗林群岛，而其中的丘克群岛建有日本海军基地，所以对于日军来说此城十分重要。夺取新不列颠岛可以他们提供深水港和飞机场，从而为丘克群岛提供保护，同时阻断澳大利亚与美国之间的盟军通信线路。在攻占了关岛后，作为R作战计划的一部分，陆军少将堀井富太郎领导的南海支队负责进攻卡维恩和拉包尔。
日本计划先对该城进行空中侦察，以确定当地守军的部署。从关岛飞至丘克群岛的计划人员基于这些部署，确定了三种可能的演习方案：在科科普附近登陆，旨在建立滩头堡；在拉包尔北部海岸登陆，随后从主要防线后方向拉包尔进军；同时在多处登陆，着重于占领机场和城镇中心。日军最终选择了第3种方案。进攻由第55师团的一个加强旅进行，它的主要作战单位是第144步兵团，其由一个总部单位、三个步兵营、一个炮兵连、一个信号部队和一个弹药小队组成，以及第55骑兵团的一些排，第55炮兵团的一个营和第55工程团的一个连。这些部队将由一支庞大的海军特遣队提供支持，在登陆行动开始之前还将进行大规模的空战，目的是摧毁盟军在该地区的空军力量，以免它们干扰登陆行动。

## 战斗过程

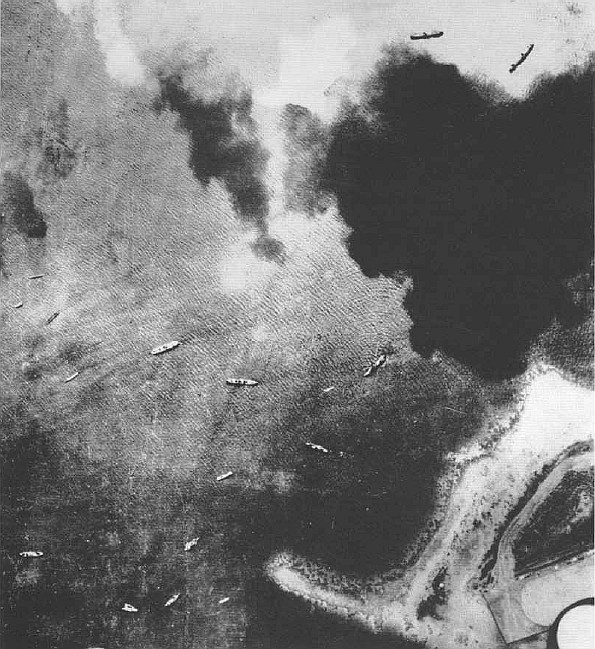
日本舰队入侵拉包尔
1942年1月9日摄于丘克群岛上空的一架哈德逊式轰炸机

1941年12月，在日军开始空袭前不久，对于保卫基地来说非必要的妇女被疏散，其余大多数平民被要求留在拉包尔。1942年1月4日开始，拉包尔遭到大量日军舰载机的攻击。在面对日军进攻的可能性急剧增加后，澳大利亚皇家空军在当地的分遣队指挥官勒鲁以拉丁文短语“那些即将死去的人向您致敬”（“Nos Morituri Te Salutamus”）向位于墨尔本的澳大利亚皇家空军总部发出信号，该短语经常被古罗马时期的角斗士在战斗前所引用。1月14日，作为一支海军特遣队的一部分，由日本海军中将井上成美指挥的加贺号和赤城号两艘航空母舰、7艘巡洋舰、14艘驱逐舰以及众多小型船只和潜艇开始从丘克群岛出发，向拉包尔进军。1月20日，超过100艘日军舰艇多次攻击拉包尔。8架Wirraway遭到袭击，在随后的的作战中，3架澳大利亚皇家空军战机被击落，2架迫降，还有1架被击伤；6名澳大利亚机组人员在战斗中死亡，另有5人受伤；日军的1架进攻的轰炸机被高射炮击落。由于强烈的空袭，澳大利亚的岸防炮被摧毁，澳大利亚的步兵也从拉包尔撤出。次日，一架PBY卡特琳娜水上飞机的机组人员在卡维恩附近发现了日军入侵舰队，其乘员在被击落前设法发送了信号。
当澳大利亚地面部队在布兰奇湾西岸占领据点准备面对日军登陆时，空军的剩余部分，包括2架Wirraway和1架哈德逊式轰炸机撤退至莱城。当这些飞机载着一些伤员离开后，澳大利亚人摧毁了当地的机场。1月22日，对拉包尔的轰炸依旧在持续，当天早些时候，3,000至4,000名士兵组成的的日军军队在新爱尔兰岛附近登陆，并在充满危险泥浆的深水中涉水上岸。由于第1独立连已分散在岛上，使得日军在没有反抗的情况下就占领了卡维恩主镇，在飞机场附近激战之后，突击连向苏克河方向撤退。当晚，入侵舰队已接近拉包尔，1月23日黎明前，南海支队已抵达辛普森港，一支由陆军大佐楠濑正雄率领，由第144步兵团的约5,000名士兵组成的军队开始在新不列颠岛登陆。
澳大利亚人在辛普森港、喀拉维亚湾和拉鲁阿纳角附近的海滩附近采取了一系列绝望的行动，试图遏制进攻。由陆军中佐桑田伊次郎指挥的第144步兵团的第3步兵营在瓦肯海滩遭遇了来自第2/22营和新几内亚志愿军的澳大利亚人组成的混合连队。但是南海支队的其他两个营却能够在未受防备的地方登陆并开始向内陆进军。在几小时内，拉库奈机场就被日军占领。自知败局已定的斯坎伦下令“个人自保”，澳大利亚士兵和平民被分成连队规模的小团体，穿过丛林撤退，向着南部或北部的海岸前进。在1月23日的战斗中，澳军2名军官及26名其余人员阵亡。
只有澳大利亚皇家空军做了疏散计划。尽管最初为了保卫该岛而进行了最后的努力，命令将其地面人员转为步兵，但现在勒鲁坚持让他们撤离，并将他们组织起来，以便他们乘水上飞机和他剩下的哈德逊式轰炸机飞离。在占领拉包尔之后的几天里，从1月24日起，日本人开始开始扫荡行动。澳大利亚士兵在新不列颠岛内陆停留了许多星期，但云雀部队并没有为在新不列颠岛进行游击战做任何准备。由于没有补给，他们的健康状况和战斗力下降。日本巡逻队张贴的传单或从飞机上空投的传单用英语写道，“在这个岛上你既找不到食物，也没有逃生的途径，除非投降，否则你只会饿死”。南海支队指挥官堀井富太郎交给第144步兵团的第3步兵营的任务是搜寻加泽尔半岛的南部并找到其余的澳大利亚人。 日军的一支部队在新不列颠岛南部海岸的加斯马塔登陆，切断澳大利亚人的撤退路线之后的几周内，有1,000多名澳大利亚士兵被俘或投降。此后日军重新组织了部队，沿着凯拉瓦特河建立了沿线，以防止可能的反击。 

## 后续

### 伤亡情况
来自新几内亚大陆的一些平民和澳属新几内亚行政部门的个别人员组织了前往新不列颠岛的非正式救援任务，3月至5月间，约有450名士兵和平民从海上撤离。尽管作出了这些努力，同盟国的损失，尤其是因人员被俘虏所带来的损失很高，而且在1942年初因拉包尔战役所造成的人员伤亡严重有利于日军。盟军损失了6名机组人员，另有5名受伤，以及28名士兵在行动中丧生，并有1,000多人被俘虏。与此相反，日军仅阵亡了16人，49人受伤。
在1942年2月4日前后，在被俘的1,000多名澳大利亚士兵中，约有160人在托尔和怀塔瓦洛附近发生的四起单独的事件中被屠杀。6名男子在这些杀戮中幸存下来，他们后来在调查法院描述了当地所发生的事。澳大利亚政府得出结论认为，这些俘虏被迫成群地行军到托尔种植园附近的丛林中，然后被日本士兵刺杀。在附近的怀塔瓦洛种植园中，另一批澳大利亚俘虏被枪杀。盟军其后认定第144步兵团的指挥官楠濑正雄对此事件的责任，但在1946年末，楠濑正雄在他接受审判前绝食而亡。1942年7月1日，从拉包尔驶往日本的辅助舰蒙得维的亚丸号在吕宋岛的北海岸被美国潜艇鲟鱼号潜艇击沉，造成船上计划运往日本本土的俘虏中至少有800名士兵和200名平民（其中大多数是澳大利亚人）丧生。

### 后续行动
据日本作家田中健五郎的说法，夺取拉包尔的行动是新几内亚战役中唯一一次日军完全成功的行动。在夺取拉包尔之后，日军迅速修复了对拉包尔机场的破坏，拉包尔成为日军在新几内亚最大的军事基地，并成为其在该地区防御的关键。当年3月，澳大利亚人试图通过轰炸反攻来限制拉包尔的发展。日本人最终将控制范围扩大到新不列颠岛，在该岛西端的格洛斯特角建立了机场，并在沿海建立了几个小哨所，为在拉包尔和新几内亚之间航行的小船提供了中途停留点。同时，极少数未被俘虏的云雀部队成员仍然在新不列颠岛和新爱尔兰岛，并与当地岛民一起对日军进行游击行动，他们主要充当海岸观察员，提供日本船舶动向的信息。
对于日军而言，在攻占拉包尔之后，他们开始在新几内亚大陆进行进一步的行动，从1942年3月开始攻占萨拉毛亚-莱城地区。在整个1942年至1943年初，由于日军试图向南朝莫尔兹比港进军，盟军和日军在科科达小径，米尔恩湾和布纳-戈纳附近进行作战。到了1943年中，由于盟军开始了在太平洋通过新几内亚和所罗门群岛向北推进的攻势，局势开始有利于盟军。11月5日，萨拉托加号和普林斯顿号航空母舰发动了大规模空袭，到了1943年11月下旬，日军在拉包尔的空中力量已经减少。根据作家埃里克·拉拉比（Eric Larrabee）的说法，“此后再也没有日本重型船只来到拉包尔。”
盟军计划者曾考虑攻占拉包尔，但最终决定按马车轮行动将其孤立并绕过。1943年12月，美国海军陆战队和陆军士兵在新不列颠岛西部的阿拉维和格洛斯特角登陆。随后，盟军在新不列颠岛的行动逐渐将日军限制在拉包尔附近地区。1944年11月，澳大利亚陆军第5师的高级部队在南海岸的雅克诺湾登陆，接替美国第40步兵师。随后澳军在该岛周围其他地区进行了登陆，并向北进行有限的进军，从而保卫宽湾和露天湾之间位于加泽尔半岛的基地。此后，他们试图孤立和遏制拉包尔附近的主要日军军力。当1945年8月日本投降时，拉包尔仍有大约69,000名日军。
战后，大批设备在拉包尔附近被遗弃，同盟国花了两年多的时间遣返了日本投降后被俘虏的日本驻军。在1950年代后期，日本的打捞公司开始着手打捞在拉包尔附近的许多沉船。时至今日，在该地区仍然可以找到许多废弃的阵地，隧道和设备遗迹，例如飞机和武器。